# Нова-Канаан-Паулиста
Нова-Канаан-Паулиста (порт. Nova Canaã Paulista) — муниципалитет в Бразилии, входит в штат Сан-Паулу. Составная часть мезорегиона Сан-Жозе-ду-Риу-Прету. Входит в экономико-статистический микрорегион Жалис. Население составляет 2292 человека на 2006 год. Занимает площадь 124,092 км². Плотность населения — 18,5 чел./км².

## Статистика
- Валовой внутренний продукт на 2003 составляет 38 472 839,00 реалов (данные: Бразильский институт географии и статистики).
- Валовой внутренний продукт на душу населения на 2003 составляет 16 165,06 реала (данные: Бразильский институт географии и статистики).
- Индекс развития человеческого потенциала на 2000 составляет 0,726 (данные: Программа развития ООН).